# 1965 en fantasy
| Années de la fantasy : 1962 - 1963 - 1964 - 1965 - 1966 - 1967 - 1968    |
| Décennies de la fantasy : 1930 - 1940 - 1950 - 1960 - 1970 - 1980 - 1990 |

L'année 1965 a été marquée, en matière de fantasy, par les événements suivants.

## Naissances et décès

### Naissances
- 31 juillet : J. K. Rowling, romancière britannique

## Romans - Recueils de nouvelles ou anthologies - Nouvelles
- Thongor et la Cité des dragons, roman de Lin Carter